# وزارت دفاع بلغارستان
وزارت دفاع بلغارستان (بلغاری: Министерство на отбраната) از وزارتخانه‌های دولت بلغارستان است، که در سال ۱۸۷۹ تأسیس شد.
وزارت دفاع بلغارستان، وزارتخانه‌ای است که وظیفه تنظیم نیروهای مسلح بلغارستان را بر عهده دارد. وزیر دفاع فعلی آتاناس زاپریانوف است.
ساختمان فعلی این وزارتخانه از بهترین نمونه‌های معماری مدرن بلغاری از اواسط قرن بیستم است. این بنا توسط تیم معماری معروف بلغاری واسیلیوف-تسولوف طراحی و در دوره ۱۹۳۹-۱۹۴۵ تکمیل شد.